# Opera dei pupi
L'opera dei pupi (opra î pupi a Palermo, opira î pupi a Catania) è il teatro tradizionale delle marionette della Sicilia.
Proclamata dall'UNESCO Capolavoro del patrimonio orale e immateriale dell'umanità nel 2001, risale al Settecento e ha riscosso particolare successo presso i ceti popolari, diventando una delle espressioni più significative della memoria storica e dell’identità culturale della Sicilia.
I pupari animano i pupi per rappresentare a puntate delle storie derivate dalla letteratura epico-cavalleresca di origine medievale, con particolare riferimento al ciclo carolingio e, dai romanzi arturiani e bretoni, comprese le rielaborazioni nella Storia dei Paladini di Francia di Giusto Lodico, «compilazione dei poemi cavallereschi italiani del Rinascimento nei quali la letteratura francese del Medioevo è stata liberamente rimaneggiata». Pubblicata dal 1858 a dispense, l’opera scritta in prosa riunisce e rielabora i poemi della letteratura colta, tra cui l'Orlando innamorato e l'Orlando Furioso.
Fanno inoltre parte del repertorio tradizionale degli spettacoli anche narrazioni storiche della gesta dei sovrani siculo-normanni come Ruggero I, Ruggero II, ecc; e narrazioni storico-romanzesche ispirate alla Gerusalemme Liberata, alle vite dei santi e di briganti, nonché ad opere di William Shakespeare, come Romeo e Giulietta e Macbeth, e brevi farse.

## Storia
È difficile stabilire con certezza quando e dove sia nato il teatro dell’opera dei pupi. «Le cronache raccontano che gli iniziatori dell'Opra a Palermo furono don Gaetano Greco (1813-1874) e Don Liberto Canino, mentre a Catania furono don Gaetano Crimi (1807-1877) e il suo antagonista Giovanni Grasso (1792-1863)». I pupi in paggio (ovvero, senza l’armatura) precedono senz’altro quelli armati e venivano utilizzati per rappresentare alcuni racconti siciliani e le farse, che vengono rappresentate ancora oggi. Dagli studi emerge inoltre che, sin dal Cinquecento, in tutta Europa le storie cavalleresche venivano messe in scena con marionette e nel Settecento spettacoli di questo genere sono attestati anche in Sicilia. Tuttavia soltanto nei primi decenni dell'Ottocento, in Sicilia, il repertorio cavalleresco ottiene un successo così strepitoso da soppiantare tutti gli altri e determinare una serie di innovazioni tecniche e figurative.
«Ciò avviene, probabilmente, per effetto ritardato dell’interesse preromantico e romantico per il Medioevo. Ma è anche conseguenza di geniali invenzioni tecniche che permettono di dare una straordinaria efficacia al combattimento, che diviene una danza esaltante, ritmata in crescendo dai colpi dello zoccolo calcato dal puparo, tale da sollecitare un’intensa partecipazione psicomotoria nel pubblico, e che rimanda alle danze armate diffuse in tutta Europa. Nell’Ottocento, la prevalenza dei soggetti cavallereschi, la sistemazione canonica del repertorio, l’introduzione delle corazze metalliche che rendono splendenti e fragorosi i pupi, la meccanica particolarmente adatta a rappresentare i combattimenti con le spade determina così la nascita dell’opera dei pupi».
Sono numerosi gli studi dedicati ai pupi siciliani. Ai contributi storicamente fondamentali di Antonino Buttitta, Antonino Uccello, Janne Vibaek, Carmelo Alberti, sono seguite le ricerche più recenti di Ignazio E. Buttitta, Bernadette Majorana, Alessandro Napoli e Rosario Perricone. Non si possono non segnalare inoltre gli studi fondamentali di Giuseppe Pitrè e Sebastiano Lo Nigro e il volume L’Opera dei pupi di Antonio Pasqualino (Sellerio 1977). Vanno poi incluse le narrazioni e memorie curate dagli stessi pupari.
L’opera dei pupi ha attraversato nel corso del tempo alcuni periodi di grave crisi: Giuseppe Pitrè alla fine dell’Ottocento ne registrò il declino; una nuova crisi risale agli anni Trenta del Novecento e fu dovuta alla diffusione del cinematografo; la più recente, e ancora più incisiva, è quella degli anni Cinquanta-Sessanta quando i quartieri popolari delle città iniziarono a svuotarsi e la cultura tradizionale cominciò ad essere rifiutata dai ceti popolari, anch’essi raggiunti dalle nuove forme di benessere economico era consumistica. Nonostante questi periodi di difficoltà, l’opera dei pupi viene ancora oggi praticata da diverse compagnie isolane di antica o più recente storia e attira nuove frange di pubblico manifestando una rinnovata vitalità.
La proclamazione dell’opera dei pupi siciliani come “Capolavoro UNESCO del patrimonio orale e immateriale dell’umanità” nel 2001, su candidatura supportata dall'Associazione per la conservazione delle tradizioni popolari, ha fortemente contribuito a rilanciare l’attenzione sull’opera dei pupi. Prima pratica italiana ad ottenere questo importante riconoscimento, nel 2008, l'opera dei pupi è stata iscritta nella Lista Rappresentativa del patrimonio culturale immateriale dell’Umanità, in seguito alla ratifica da parte dell’Italia della Convenzione per la salvaguardia del patrimonio culturale immateriale del 2003.

## Il pupo e il puparo: caratteristiche generali
Dotati di una ossatura di legno, i pupi sono provvisti di vere e proprie armature, riccamente decorate e cesellate, e variano nei movimenti in base alla “scuola” di appartenenza, palermitana, catanese. Esse differiscono per alcuni aspetti della meccanica e figurativi e per alcuni soggetti.
In generale, l’ossatura è composta da un busto di legno, al quale si collegano le gambe, che fanno un movimento pendolare. Vengono mossi con fili e ferri. Il ferro cosiddetto principale, a cui sono fissati i fili utilizzati per manovrare gli arti, attraversa la testa e la unisce al busto. L’estremità superiore del ferro ha la forma di un uncino: esso viene usato per appendere il pupo, anche quando è sul palco, e, se inclinato, per far muovere la marionetta.
Dal punto di vista figurativo, genericamente si possono distinguere i personaggi con l'armatura (armati) e quelli senza (in paggio) le cui caratteristiche rispondono ad un complesso codice iconografico. Le armature e i costumi delle marionette seguono la moda romantica ottocentesca di rappresentare il Medioevo.
Tra i personaggi armati, si possono distinguere gli eroi cristiani e quelli saraceni. I guerrieri cristiani hanno volti gentili e tratti simmetrici, indossano un gonnellino (chiamato a Palermo faroncina e a Catania vesti) e presentano gli emblemi del casato su elmo, corazza e scudo permettendo al pubblico affezionato di riconoscere i personaggi. I saraceni, hanno tratti del viso più marcati; indossano spesso pantaloni e turbante e le loro armature sono decorate con mezze lune e stelle. Tra i personaggi in paggio, si distinguono i personaggi comici: a Catania il più noto è Peppininu, maschera popolare che fa da scudiero ad Orlando e Rinaldo ; a Palermo, Nofrio e Virticchio si esibiscono invece nelle farse, di tono licenzioso e buffo, che spesso chiudevano la rappresentazione e che risalgono alle vastasate, rappresentazioni comiche derivate dalla Commedia dell’Arte.
Il puparo - detto anche “oprante”, “teatrinaro” e, a Napoli, “pupante” - gestisce il teatro, cura lo spettacolo e anima i pupi dando suggestioni, ardore e pathos alle scene epiche rappresentate; dipinge le scene e i cartelli, talvolta costruisce i pupi (in particolare, il termine puparo indica il costruttore dei pupi anche se oggi è utilizzato in senso più generico). I pupari sono custodi di un vasto patrimonio di storie, codici performativi e tecniche costruttive che ancora oggi si tramandano oralmente di maestro in allievo.
Per promuovere gli spettacoli, venivano esposti fuori dai teatri i cartelli, oggi utilizzati per decorare le pareti dei teatri. Dipinti con colori vivaci, rappresentano i diversi episodi del ciclo carolingio e informavano a che punto della narrazione si era arrivati.
Pupi, cartelli, scene e oggetti scenici costituiscono il mestiere della compagnia, ovvero quell'insieme di oggetti necessari alla messa in scena dello spettacolo.

### Trasmissione del patrimonio
I pupari, che compongono la comunità patrimoniale dell’opera dei pupi, sono depositari di un vasto e complesso patrimonio che ancora oggi si trasmette oralmente da maestro ad allievo, sia in seno alla famiglia, sia al di fuori. Un patrimonio che include le storie rappresentate e le modalità di rappresentazione, i codici performativi (es. codice sonoro, codice cinesico); le tecniche di costruzione delle marionette e di pittura di scene e cartelli. La trasmissione di tale patrimonio avviene in seno alle compagnie e ai laboratori artigianali primariamente attraverso l’ascolto e l’osservazione del maestro da parte del giovane apprendista.
Nel contesto tradizionale, la trasmissione di questo patrimonio immateriale era facilitata dalla fruizione serale e quotidiana dello spettacolo: andando a teatro sera per sera, si potevano ascoltare e guardare ogni giorno le storie rappresentate e i maestri all’opera e si assicurava così il ricambio generazionale e la perpetuazione dei saperi.
Nonostante la crisi di metà secolo scorso abbia provocato una significativa irregolarità degli spettacoli (non più rappresentati quotidianamente), anche oggi la trasmissione di questo patrimonio avviene secondo le modalità tradizionali. Al fine di rafforzare il processo di trasmissione del vivo patrimonio dell'opera dei pupi siciliani e di rispondere efficacemente alle sfide del nuovo millennio, nel 2018 le compagnie dei pupari si sono riunite nella “Rete italiana di organismi per la tutela, promozione e valorizzazione dell'opera dei pupi”.

## I personaggi

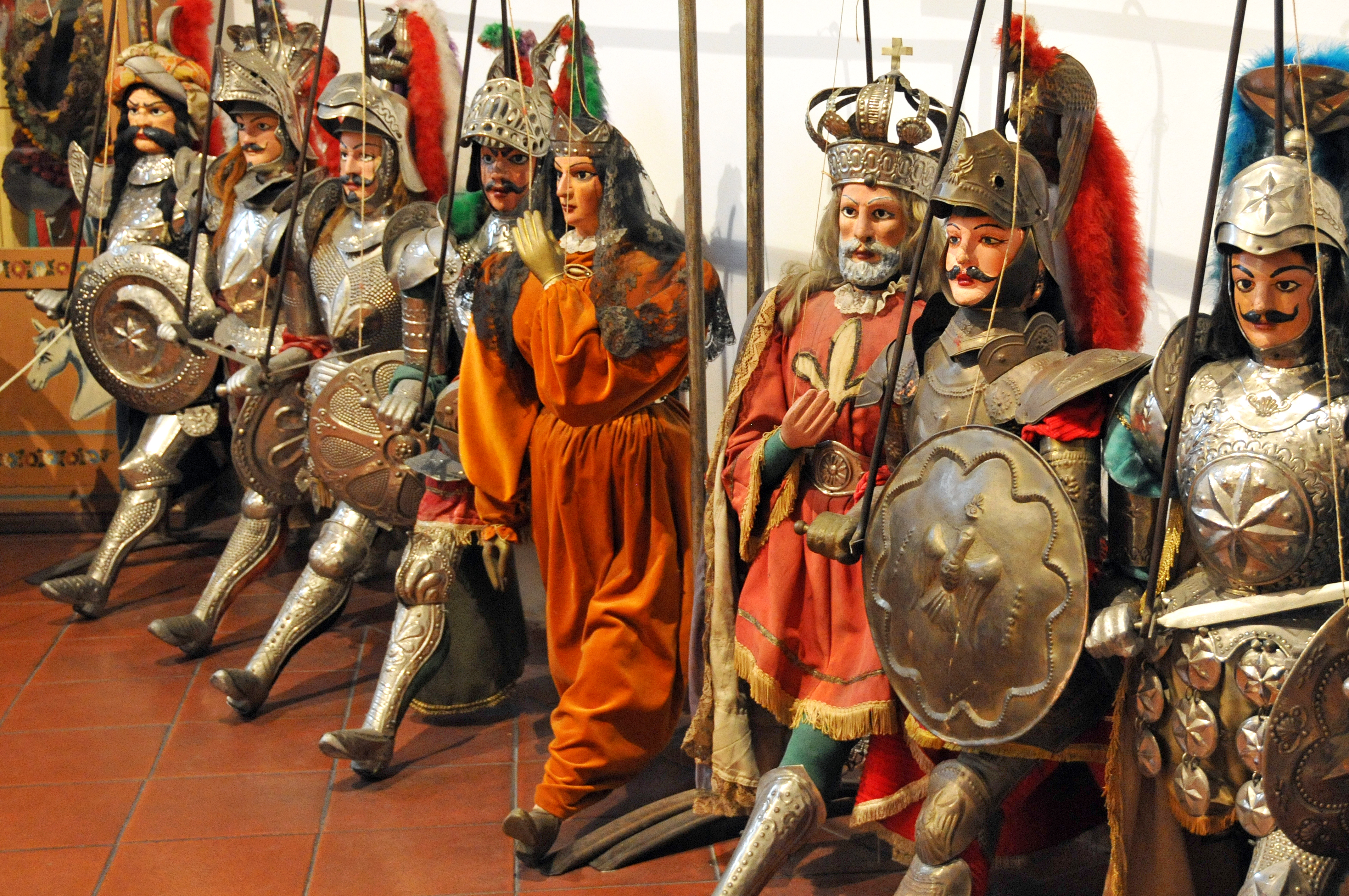
Angelica e Carlo Magno in mezzo ai paladini

Tra i personaggi principali dell'epopea cavalleresca dell'opera dei pupi vi sono i paladini, al servizio dell'imperatore Carlo Magno, la principessa Angelica, alcuni saraceni, nemici dei paladini, e il traditore Gano:
- Conte Orlando
- Rinaldo
- Ruggero
- Ferraù
- Angelica
- Gano di Magonza

## L'opera dei pupi in Sicilia
Riconosciuto dall’Unesco Capolavoro orale e immateriale dell’umanità nel 2001, il Teatro dell’opera dei pupi siciliani presenta due diverse varianti: la scuola “palermitana”, nella Sicilia occidentale, e quella “catanese”, nella Sicilia orientale.

### L’opera dei pupi della Sicilia Orientale
Lo stile “catanese” dell’opera dei pupi caratterizza la Sicilia orientale, in particolare le province di Catania, Messina e Siracusa. Lo scheletro dei pupi catanesi presenta un’imbottitura che contribuisce a rendere le marionette più pesanti.  Alti fino a cm. 110-130, raggiungono un peso di circa 30 chili. Se sono guerrieri, tengono quasi sempre la spada in pugno per via dell’assenza del filo che collega il ferro di manovra all’elsa della spada. Le gambe non articolate permettono di scaricare sul palcoscenico il notevole peso dei pupi senza rischiare che le gambe si pieghino e di agevolarne la manovra che è eseguita dai manianti (manovratori). Essi operano da un ponte rialzato (scannappoggiu), posizionato dietro il fondale e questa posizione determina la ridotta profondità del palcoscenico a vantaggio di una maggiore larghezza. Da dietro le quinte, i parraturi (parlatori) e una parratrici (parlatrice) improvvisano i dialoghi drammatici o leggono le diverse parti da un copione disteso, rispettivamente dei personaggi maschili e di quelli femminili. La regia è di solito affidata a uno dei parlatori che impartisce istruzioni ai manianti.
A Catania, il repertorio includeva anche: Erminio della Stella d’Oro, Guido di Santa Croce, Uzeta il Catanese, Farismane e Siface, Tramoro di Medina e Guelfo di Negroponte. A questi cicli si aggiunge il Belisario di Messina, storia rappresentata a Messina, «che marca una peculiarità specifica della città dello stretto rispetto alla tradizione catanese dell’Opera dei Pupi».
Nell’opera dei pupi di scuola catanese, lo spettacolo era accompagnato dalla musica di un’orchestrina che includeva strumenti a plettro e, talvolta, una fisarmonica e qualche strumento a fiato. Oggi si tende a ricorrere alla musica registrata.
A Catania i cartelli sono dipinti a tempera su carta da imballaggio e raffigurano la scena più importante dell’episodio serale. Sul cartello veniva appuntato con degli spilli il ricordino, un foglio rimovibile che riportava i tratti salienti della vicenda.

#### Gli stili di Siracusa ed Acireale
Varianti stilistiche della tradizione della Sicilia orientale dell’opera dei pupi sono quella di Acireale e quella di Siracusa.
Ad Acireale si riscontra un diverso sistema di manovra, secondo cui i pupi vengono mossi da un ponte più alto del boccascena posto davanti al fondale. Anche i pupi presentano qualche differenza: hanno dimensioni più ridotte e i ferri di manovra principale e del braccio destro sono molto lunghi e presentano entrambi un uncino all’estremità superiore. Ad Acireale, come a Palermo, il parlatore presta la sua voce sia ai personaggi maschili che a quelli femminili.
«A Siracusa, negli storici teatri della famiglia Puzzo, i pupi, per dimensioni, peso, sistema di manovra e repertorio simili a quelli catanesi, presentavano però le gambe con lo snodo al ginocchio per quello che riguarda i pupi in paggio».

#### La comunità patrimoniale
«Attualmente sono cinque le famiglie di pupari nella Sicilia orientale depositarie del patrimonio orale e immateriale dell’opera dei pupi nonché di beni materiali (pupi, cartelli, scene, attrezzature sceniche, etc.) sia storici che in uso per la realizzazione degli spettacoli»:
- Marionettistica Fratelli Napoli di Napoli Fiorenzo (Catania)
- Associazione “La compagnia dei pupari Vaccaro-Mauceri” (Siracusa)
- Associazione culturale “Opera dei pupi messinesi Gargano” (Messina)
- Associazione Opera dei Pupi Turi Grasso (Acireale)
- Antica Compagnia Opera dei Pupi Famiglia Puglisi (Sortino)

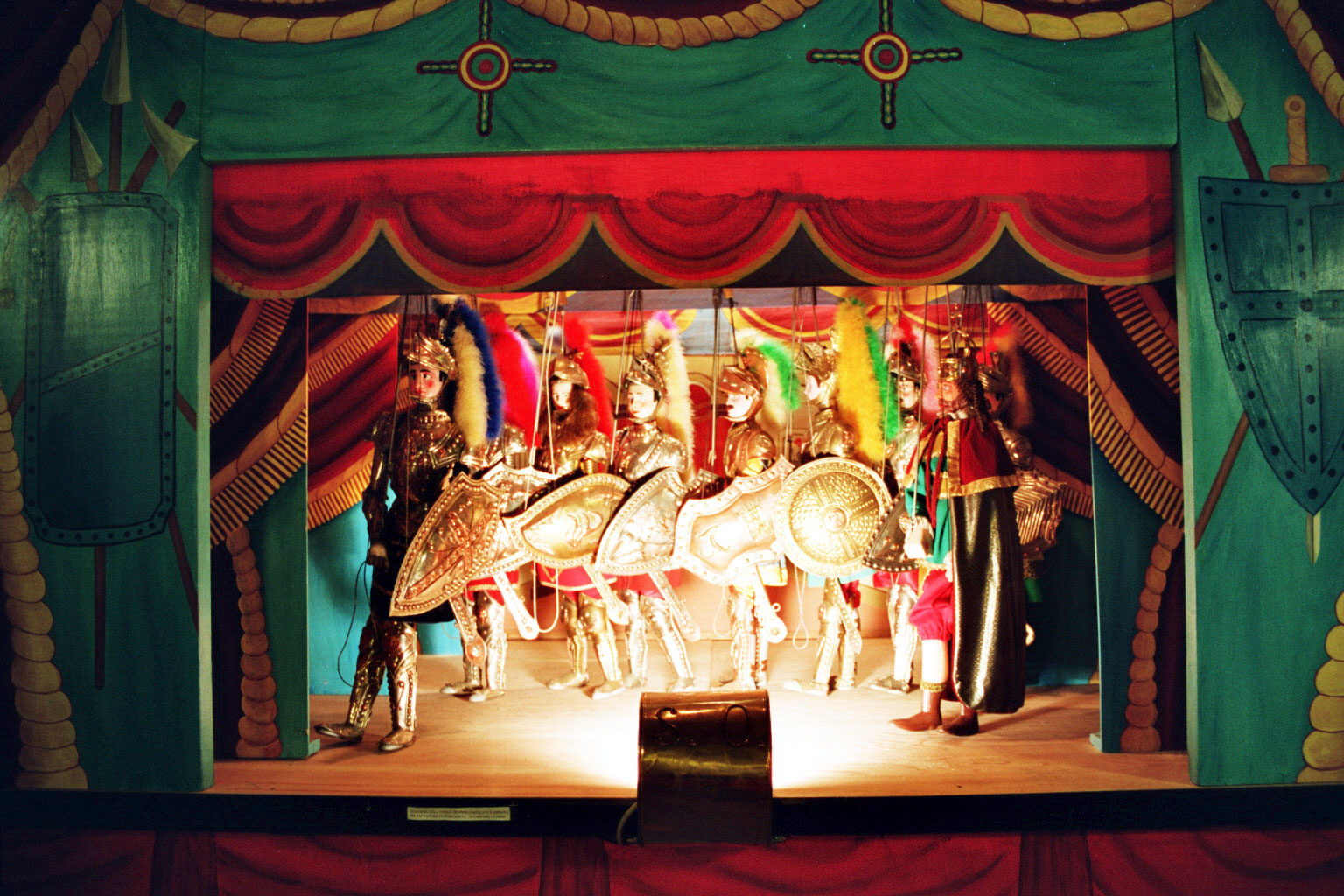
Teatro della compagnia di Opera dei pupi Siciliani “G. Canino” di Salvatore Oliveri di Alcamo

### L’opera dei pupi della Sicilia Occidentale
Lo stile “palermitano” dell’opera dei pupi caratterizza la Sicilia occidentale e in particolare le province di Palermo, Agrigento e Trapani. I pupi palermitani sono alti circa cm. 90 e pesano tra i 5 e i 10 chili. Le gambe possono eseguire un movimento pendolare, hanno le ginocchia articolate e possono sguainare e riporre la spada nel suo fodero grazie a un filo che attraversa la mano destra collegando il ferro di manovra all'elsa della spada.
A Palermo, i pupari si dispongono ai lati del palcoscenico (per questo motivo il teatro è più profondo che largo) e, nascosti dalle quinte laterali, operano sullo stesso piano delle marionette, stendendo le braccia. Il maestro puparo si trova dietro la quinta destra (la sinistra degli spettatori), dirige lo spettacolo, manovra le marionette, improvvisa i dialoghi prestando la voce a tutti i personaggi (anche femminili) e realizza gli effetti sonori e di luci.
Lo spettacolo veniva accompagnato dalla musica di uno o più violini che, alla fine dell’Ottocento, furono sostituiti dal pianino a cilindro, ancora oggi utilizzato.
I cartelli palermitani, dipinti a tempera su tela, sono divisi in diversi riquadri, in genere otto, denominati “scacchi”. Ogni scacco, spesso sottotitolato, corrisponde a uno degli episodi del lungo ciclo carolingio. Un foglio che riportava la scritta “oggi” veniva fissato sullo scacco relativo allo spettacolo della sera mostrando a che punto del ciclo si era arrivati.

#### La comunità patrimoniale
«Attualmente sono otto le compagnie di pupari di scuola palermitana depositarie del patrimonio orale e immateriale dell’opera dei pupi nonché di beni materiali (pupi, cartelli, scene, attrezzi, etc.) sia storici che in uso per la realizzazione degli spettacoli»:
Palermo:

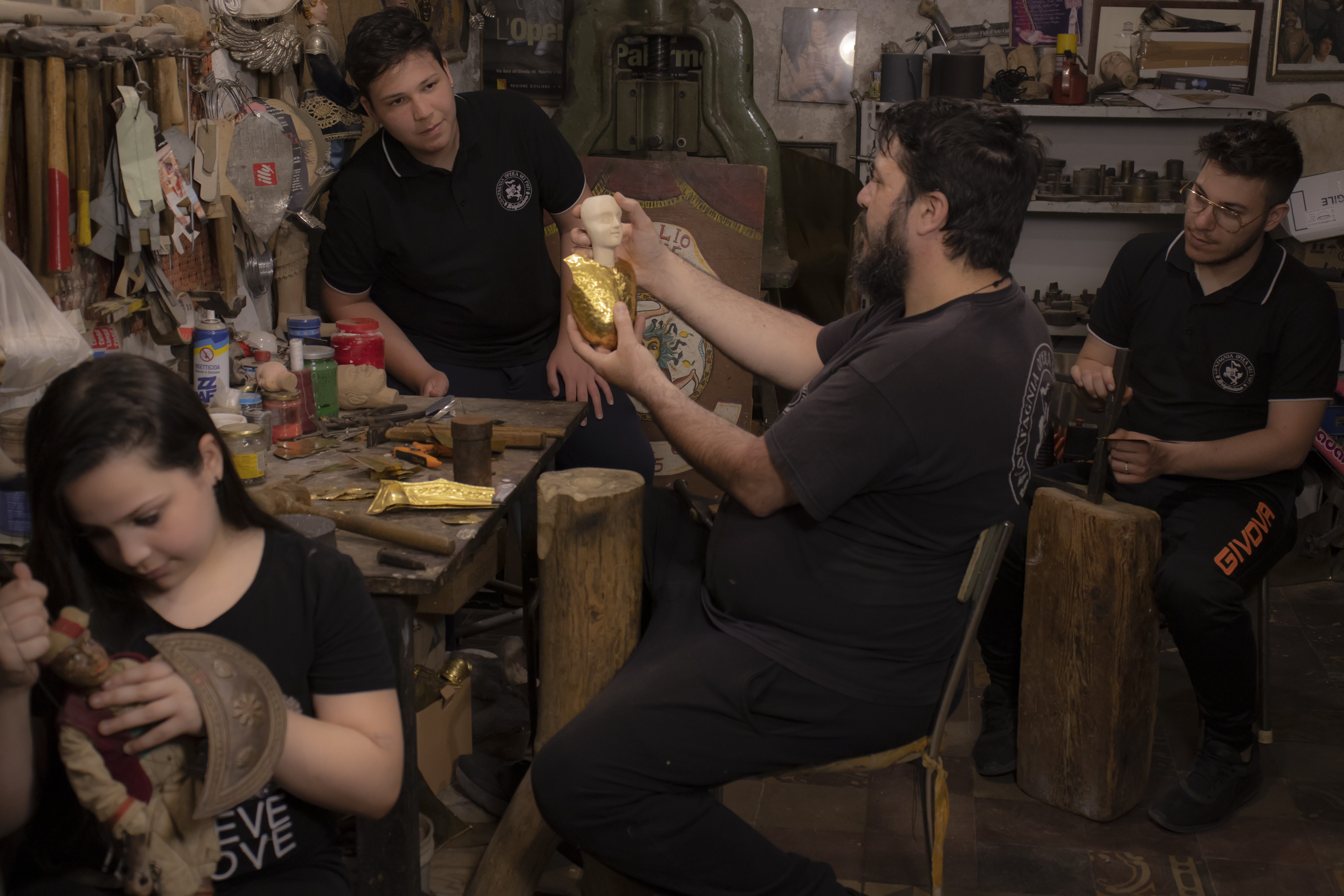
La famiglia di pupari Brigliadoro all’interno del loro laboratorio, Palermo

- Associazione culturale Agramante di Vincenzo Argento
- Associazione Culturale Marionettistica Popolare Siciliana di Angelo Sicilia
- Associazione culturale teatrale Carlo Magno di Vincenzo Mancuso
- Associazione Figli d'Arte Cuticchio
- Associazione opera dei pupi Brigliadoro di Salvatore Bumbello
- Compagnia TeatroArte Cuticchio di Girolamo Cuticchio

Alcamo:
- Associazione Culturale Opera dei pupi Siciliani “Gaspare Canino”

## Successiva diffusione  dell'opera dei pupi
I pupi si diffusero in Campania e in Puglia, regioni in cui veniva ripresa la stessa meccanica insieme alle caratteristiche figurative.
I pupi in Campania, dotati di uno scheletro di legno imbottito, sono alti cm. 110 e pesano circa kg. 20. Le gambe sono semi articolate. Presentano un unico ferro di manovra in quanto entrambe le braccia sono manovrate con dei fili. I pupanti manovravano le marionette da un ponte rialzato posto dietro il fondale e prestavano la voce ai pupi leggendo da un copione posto su un leggio scorrevole.
Come a Catania, la posizione dei pupanti determina una maggiore larghezza del palcoscenico e una ridotta profondità.
Oltre alle Storie guerresche, che comprendono il Ciclo dei Paladini, il Guerrin Meschino e il Palmerino d’Ulivo, a Napoli venivano rappresentate vicende storico-romanzesche, storie di banditi e le storie dei guappi.
A Napoli, i cartelli sono dipinti a tempera con colori pastello su carta da imballaggio o su tela e raffigurano una sola scena su cui veniva apposto un foglio che riassumeva la vicenda del giorno.
Tra le compagnie campane più famose si segnalano quelle di Angelo Buonandi, dei Corelli, dei Di Giovanni, di Alfredo Farina e dei Verbale.
In Abruzzo nella città di Sulmona Girolamo Botta fonda i pupi Italici con il teatro stabile nel centro storico.

## Musei e collezioni di Sicilia
Se lo spettacolo è il momento di messa in atto del patrimonio orale e immateriale dei maestri pupari, gli oggetti dell’opera dei pupi (pupi, fondali e cartelli, etc.) costituiscono altresì un patrimonio prezioso di beni tangibili capace di restituire la storia dell’opera dei pupi, le diverse fasi che ha attraversato, le innovazioni, i talenti artigiani che l’hanno animata. Tra i musei più rappresentativi e le collezioni dei mestieri di singole famiglie di pupari, si segnalano:
- Museo internazionale delle marionette Antonio Pasqualino, Palermo;
- Collezione Fondazione Ignazio Buttitta - Galleria delle arti popolari di Geraci;
- Collezione Nino Canino - Real Cantina Borbonica, Partinico;
- Collezione Ninì Cocivera - Museo cultura e musica popolare dei Peloritani, Gesso;
- Collezione Giacomo Cuticchio Senior - Palazzo Branciforte, Palermo;
- Collezione Ignazio Munna, Monreale;
- Collezione del Teatro Pennisi-Macrì di Acireale;
- Collezione Gesualdo Pepe, Caltagirone;
- Collezione Museo etnografico siciliano Giuseppe Pitré, Palermo;
- Collezione Agostino Profeta, Licata;
- Collezione dell'Opera dei pupi Antica Famiglia Puglisi - Museo civico, Sortino;
- Collezione dell'Opera dei pupi di Randazzo.

## Nei media
Numerose sono le apparizioni cinematografiche dell’'opera dei pupi nonché i film documentari prodotti. Di seguito un elenco non esaustivo:
Apparizioni e rivisitazioni cinematografiche
- Totò a colori, regia di Steno, 1952 (con la famosa scena di Totò che si fa passare per burattino)
- Che cosa sono le nuvole, di Pier Paolo Pasolini, episodio dal film Capriccio all'italiana 1967
- Il padrino - Parte II regia di Francis Ford Coppola, 1974 (vi è una scena in cui nella Little Italy del primo Novecento viene rappresentato un teatrino dei pupi siciliani).
- Turi e i Paladini, regia di Angelo D’Alessandro, 1979 (dedicato alla memoria del puparo Emanuele Macrì)
- Il padrino - Parte III, regia di F.F. Coppola (1990), una scena dell'Opera dei pupi, quando M. Corleone torna in Sicilia.

Film documentari
- Nasce un paladino, regia di Roberto Andò e Rita Cedrini, 1983
- Per filo e per segno, regia di Roberto Andò, 1990
- In viaggio con i Pupi, regia di Maurizio Sciarra, 2008
- Prove per una tragedia siciliana, regia di Roman Paska, 2009
- L'Infanzia di Orlandino. Antonio Pasqualino e l'Opera dei Pupi, regia di Matilde Gagliardo e Francesca Milo, 2014
- Pupi a 360 gradi, regia di Alessandra Grassi, 2018
- Cùntami, regia di Giovanna Taviani, 2021
- Pupus, regia di Miriam Cossu Sparagano Ferraye, 2021